# تجهیزات غواصی
+نیرو های مخصوص+

یک غواصی اسکوبا در زیرآب مجهز به تجهیزات غواصی.

تجهیزات غواصی مجموعه وسایلی است که به کمک آن می‌توان در زیر آب به غواصی پرداخت.

## ماسک

یک ماسک غواصی به همراه اسنورکلر.

برای داشتن وضوح و قابلیت دید بیشتر در زیر آب باید از ماسک غواصی استفاده کرد. با پوشیدن ماسک، یک فضای هوایی ما بین چشمان غواص و آب ایجاد می‌شود. بنابراین می‌توان بر اشیا به‌طور کاملاً مناسبی تمرکز(فکوس) کرد و آنهارا به وضوح دید. 
یک ماسک عبارت است از:
- عدسی‌ها که از یک شیشهٔ ایمنی، سبک و فشرده ساخته شده‌است.
- دامنه که از سیلیکون (شفاف یا سیاه) یا پلاستیک است این وسیله باید به‌طور کاملاً مناسبی از صورت محافظت کند به این منظور که از ورود آب به درون ماسک جلوگیری می‌کند. این وسیله معمولاً باید فضای راحتی برای بینی داشته باشد و برجستگی‌های انعطاف‌پذیری برای جبران شکل و حالت بینی داشته باشد.
- قاب که از مادهٔ جامدی که هم عدسی را نگه می‌دارد و هم بخشی از نوار دور سر را، ساخته شده که می‌تواند تنظیم شود.
- نوار لاستیکی دور سر از جنس سیلیکون‌است که با قابلیت تنظیم شدن به شما اجازه می‌دهد فشار را تنظیم کنید و بنابراین محل ماسک روی صورت را تصحیح کنید .

برای انتخاب ماسک، ماسکی که مناسب صورت ما باشد باید آن را در مکان صحیح روی صورتتان بدون استفاده از نوار دور سر بگذاریم، در حین تنفس سبک با بینی، مکش ایجاد شده سبب می‌شود که ماسک به خوبی به صورت بچسبد. ماسک‌های مختلف مطابق فعالیت‌های مختلف به کار برده می‌شوند.
آنهایی که حجم کوچک‌تری دارند معمولاً برای اسنورکلینگ استفاده می‌شوند زیرا که آن‌ها مقدار کمی از هوا را در مانور موازنه نیاز دارند. در غواصی اسکوبا برای موازنه حجم ارتباطی ندارد بنابراین می‌توان از یک ماسک با یک زاویه دید وسیع و بزرگ استفاده کرد.اینکه از سیلیکون استفاده شود یا از لاستیک به اندازه‌ای که خود فعالیت اجرای کاراهمیت دارد، مهم نیست اما لاستیک چون در معرض نور خورشید و شوری آب قرار می‌گیرد دوام طولانی ندارد .موادی که توسط کارخانه‌ها برای مهرزدن بر روی اجزای ماسک‌ها استفاده می‌شود به صورت لایهٔ نازکی از چربی بر روی آن باقی می‌ماند ،- که به راحتی تاری چشم را بالا می‌برد. توصیه می‌شود شیشه‌های ماسک نو را با خمیر دندان پاک کنید.پس از استفاده از ماسک باید آن را با آب شیرین شستشو داد.

### اسنورکل
این وسیله به شما اجازه می‌دهد که در سطح آب و در حالی که سرتان زیر آب است به سمت کف دریا نگاه می کنید تنفس کنید. اسنورکلر از دو قسمت تشکیل شده‌است. بخش دهانی و لوله. بخش دهانی از یک ماده نرم ساخته شده‌است و شکل آن کاملاً قالب اندازهٔ دهان می‌باشد بنابراین می‌تواند به راحتی طوری قرار بگیرد که از ورود هر گونه آب به داخل دهان جلوگیری کند. لوله از مادهٔ سخت یا نیمه سخت ساخته شده و بدون شکستگی خم می‌شود. داخل لوله باید یک خمیدگی کوچک داشته باشد که از جمع شدن آب در اسنورکلر جلوگیری کند و جریان هوارا به‌طور پیوسته حفظ کند.
به منظور آسان شدن پیدا کردن غواص بر سطح آب توصیه می‌شود قسمت انتهایی لوله را که از آب بیرون آمده‌است را رنگ بزنید. اسنورکل دارای بست کوچکی است، که به وسیله آن می‌توان آن را بر روی بند ماسک نگه داشت ولی باید مراقب بود که در جای درست بسته شود(سمت چپ ماسک) برخی از مدل‌ها یک سوپاپ برای خالی کردن آب در انتهای لوله دارند.

## فین‌ها

باله‌های غواصی از نوع بندی.

یکی از بخش‌های مفید و کاربردی تجهیزات فین‌ها یا باله‌های غواصی هستند؛ که به غواص کمک می‌کنند در زیر آب راحت‌تر و سریعتر حرکت کند. فینهائی که در دسترسند از نظر درازا، سایزو مدل متنوع هستند. 
از انواع فین‌ها می‌توان فین‌های کفشی یا فین‌های بندی را نام برد. فین‌های انتخاب شده کارشان را مطابق با طبیعت انجام می‌دهند فین‌های کفشی برای سواحل شنی که خطر جراحت پاها بر اثر صخره هاکمتر است بیشتر استفاده می‌شود. همچنین فین‌های بندی که شما می‌توانید به همراهشان چکمه بپوشید بیشتر برای آب‌های سرد و نیز جلوگیری از صدمه دیدن پاها بر اثر صخره‌ها کار آئی بسیاری دارند. برای اسنورکلینگ فینهایی که تیغه دراز تر و باریکتری دارند قابل استفاده هستند. با در نظر گرفتن این موضوع که برای غواصی اسکوبا با فینهایی با درازای متوسط و پهن تر بسیار مناسبترند. کاوش‌های فنی در سال‌های اخیر تیغه‌هایی را به وجود آورده‌است که می‌تواند حرکت در میان آب را آسان‌تر سازد همچنین خیلی مهم است که به خاطر داشته باشید که یک فین نباید خیلی تنگ باشد تا از مشکلات گردش خون که می‌تواند سبب گرفتگی عضلات شود جلوگیری می‌کند.
لطفاً از فین‌هایی استفاده کنید که سر آن‌ها بلند تر از پای شما هستند

## وت سوت و درای سوت لباس غواصی

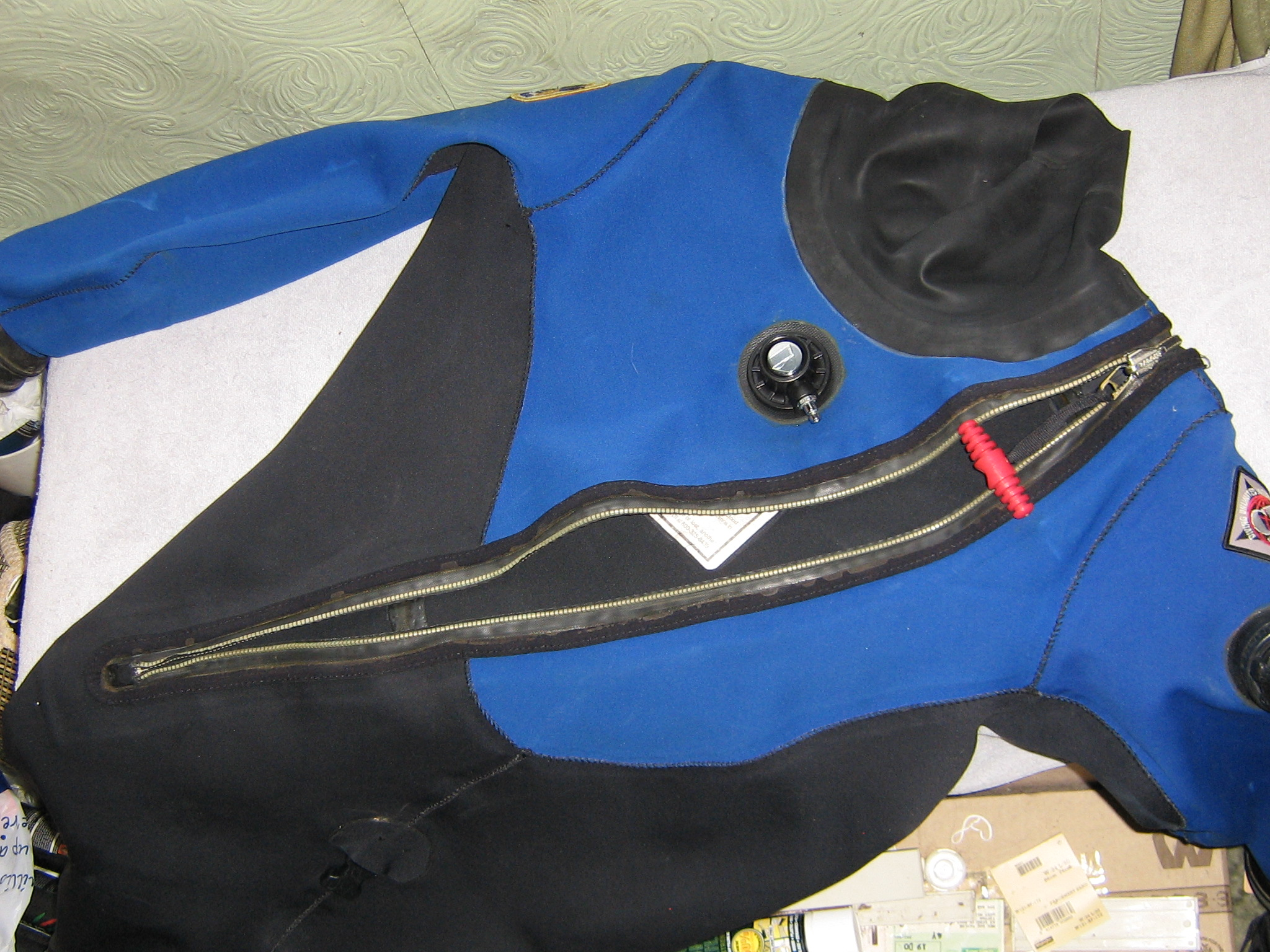
درای سوت برای جلوگیری ازدست دادن دما

سوتها لباس‌های محافظی هستند که در به حداقل رساندن اثر حرارتی که بدن در معرض آن قرار گرفته‌است کمک می‌کنند علت آن قابلیت هدایت بیشتر آب در حرارت بالا است (حدود ۲۰ بار بیشتر از هوا) به منظور فراهم کردن پوشش حرارتی لازم سوت باید از عبور آب به درون خود تا سر حد امکان جلوگیری کنند. وت سوتها عموماً از نیوپرن با ضخامتهای گوناگون ساخته می‌شوند.
همچنین سوتها از جراحات سطحی بدن جلوگیری می‌نمایند.

## تانک هوا

سیلندر اسکوبا.

شیر سیلندر اسکوبا از نوع K.

هوای تنفسی مهم‌ترین بخش برای فعالیت‌های زیرآبی است، این هوا در غواصی اسکوبا توسط سیلندر اسکوبا یا تانک هواتامین می‌گردد.
تانک‌ها از آلومینیوم یا فولاد ساخته می‌شوند و هوای درون آن به وسیله یک شیر به خارج راه میابد.معمولاً سیلندرها تا فشار 200 بار با کمپرسورهوای تنفسی پر می‌شود. در شانهٔ سیلندر همه مشخصات سیلندر از جمله تاریخ ساخت، تاریخ بازدید، نوع، اسم سازنده، حداکثرفشار و شماره سریال آن حک شده‌است. سیلندرها بر طبق قوانین کشورهای مختلفی که سیلندرها در آن مورد استفاده قرار می‌گیرند سالانه بازدید می‌شوند.
آزمایش عبارت است از کنترل کردن درون و بیرون سیلندر برای زنگ زدگی و آزمایش مقاومت فشار که به کار بردن فشار بالاتر از ٪۵۰ استفادهٔ معمول می‌باشد. درانگلستان ۵ سال بعد از تاریخ تولید و پس از آن هر دو سال انجام می‌شود تاریخ أزمایش معمولاً زیر تاریخ تولیدحک می‌شود، سیلندر، اگر از فولاد ساخته شده باشد با تقویت‌کنندهٔ پلاستیکی که آن را عمود نگه می‌دارد مجهز شده‌است اگر آلومینیومی باشد کف آن قبلاً مسطح شده‌است. قبل از استفاده از سیلندر از سالم بوده واشر اورینگ شیر آن مطمئن شوید.
تانک‌ها در ظرفیت‌های مختلف ۸- ۱۰ – ۱۲ – ۱۵ و دوقلو عرضه می‌شوند.جهت ایمنی بیشتر سیلندرها راهرگز ایستاده رها نکنید.

## رگلاتور غواصی یا تنظیم‌کننده فشار هوای تنفسی

رگلاتور غواصی اسکوبا.

رگلاتور وسیله ایست که هوای تنفسی پر فشار درون سیلندر را برای تنفس غواص آماده کرده و وی را قادر می‌سازدتا در زیر آب تنفس کند این بخش از تجهیزات اجازه می‌دهد که هوا با فشار مناسب و به صورت یکسان به غواص رسانده شود.رگلاتورها دارای دو مرجله کاهش فشار می‌باشند که در مرحله نخست هوای پرفشار درون تانک به فشار متوسط کاهس یافته و در مرحله دوم آن فشار متوسط به فشاری معادل با فشار محیط کاهش میابد تا غواص بتواند به سادگی از آن تنفس نماید. مرحله دوم رگلاتورها که در دهان قرار می‌گیرد دارای دکمه‌ای فشاری در جلو می‌باشند که جهت بیرون راندن آب از درون آن استفاده می‌شود.

### گیج فشار سنج هوا
گیج فشار سنج به وسیله یک شلنگ پر فشار به مرحلهٔ اول رگلاتور متصل می‌شود و میزان فشار هوای درون سیلندر را نشان می‌دهد، به‌طوری‌که در طول مدت غواصی می‌تواند پیوسته میزان هوا را بخواند.

### گیج عمق سنج
عمق سنج وسیله‌ای است که در طول مدت غواصی اسکوبا عمق را اندازه می‌گیرد.این وسیله دارای یک عقربه است که عمق رسیده شده در طول مدت غواصی را نشان می‌دهد. 
عمق سنج‌های دیجیتالی که در دسترسند علاوه بر نشان دادن عمق و حداکثر عمق همچنین می‌توانند دما و سرعت صعود بالاتر از ۱۸ متر بردقیقه را نشان دهد.

## وسیله کنترل شناوری BCD
وسیله کنترل شناوری در غواصی اسکوبا مانند لاک لاک‌پشت دریایی یا بدنه زیردریایی عمل کرده و به وسیله حجم هوای درون آن به هنگام غواصی، غواص را شناور می‌سازد. همچنین این وسیله سیلندر اسکوبا را به روی خود حمل می‌نماید.به‌وسیله باد کردن این وسیله به اندازه مورد نیاز غواص می‌تواند از عمق خود بکاهد یا با خالی کردن هوای درون آن عمق بگیرد.
ای وسیله دارای سوپاپ هائی است که توسط آن‌ها هوای اضافی درون آن را تخلیه می نماید. همچنین ای وسیله به وسیله شلنگ رابط هوای کم فشار به رگلاتور مرتبط می‌گردد که توسط آن یا به صورت دهانی پر باد می‌شود.

## کمربند وزنه

یک دست کمربند وزنه مجهز به سگک رها شونده آسان.

به منظور دست یابی به شناوری خنثی از وزنه‌های سربی که بسیار لازم و ضروری هستند استفاده می‌کنیم. این مقصود با پوشیدن وزنه‌هایی که در کمربند وزنه کار گذاشته شده‌اند به دست می‌آید. کمربند همچنین باید یک سگک که آن را سریع آزاد می‌کند داشته باشد. وزنه‌های مخصوص برای حمل به ضخامت لباس (وت سوت) تجهیزات نوع آب (آب شیرین، آب دریا) و نوع غواصی بستگی دارد.

## ساعت
ساعت باید ضد فشار و ضد آب باشد، می‌تواند دیجیتالی یا آنالوگ باشد. یک پیچ بیرونی که خلاف جهت عقربه‌های ساعت می‌گردد و به‌طور خود کار قفل می‌شود وجود دارد که برای ثبت کردن زمان سپری شده ضروری است.

## چاقو

چاقوی غواصی.

این وسیله یکی از کارآمدترین اسباب در هنگام غواصی اسکوبا است چون این وسیله موارد استفاده متعددی دارد و در مواقع بحرانی نیز کاربرد مفیدی خواهد داشت.
این وسیله همچنین می‌تواند برای علامت دادن با ضربه زدن تیغه روی تانک بکار برده شود. چاقوها معمولاً روی بخش داخلی ساق پا یا روی بخش فوقانی بازو حمل می‌شوند. چاقوها باید تنها در مواردی که واقعاً احتیاج است مورد استفاده قرار گیرند و بعد از استفاده باید با آب شیرین شسته شده، خشک شود و با روغن زنگ زدائی گردد.

## راهنمای شناور نشانه دار

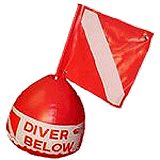
راهنمای شناور نشانه دار

یکی از مهم‌ترین لوازم ایمنی راهنمای شناور است که موقعیت غواص را در زیر آب نشان می‌دهد و از عبور احتمالی قایق‌ها از بالای سر غواص که با خطرات تصادم همراه است جلوگیری می‌نماید در قانون بعضی از کشورها، پرچم نیز لازم و ضروری است. این پرچم یک تعریف بین‌المللی دارد: «من یک غواص در آب دارم»

## چراغ قوه غواصی
چراغ قوه می‌تواند تغییر رنگ‌هایی که به وسیله عمق آب نتیجه می‌شود را جبران کند (عوض کند). چند نوع مختلف چراغ قوه وجود دارد
از کوچک‌ترین که حداقل فضا را اشغال می‌کند و داخل جیب وسیله کنترل شناوری قرار می‌گیرد. تا آن‌هایی که بزرگ‌تر و خیلی قوی تر هستند. در غواصی اسکوبا چراغ قوه‌های بزرگ‌تر و خیلی قوی تری که زمان طولانی تری دوام می‌آورند مورد استفاده قرار می‌گیرند. بعضی از مدل‌ها می‌توانند با باتری‌های قابل شارژی که خیلی مفیدند مجهز شوند.

## قطب نما

قطب نمای غواصی.

این وسیله خیلی ضروری و مفید به شما این امکان را می‌دهد که به هنگام غواصی اسکوبا و در زیر آب جهت یابی کنید. شما با جهت یابی دقیق می‌توانید از هدر رفتن و مصرف بیش از حد گازهای تنفسی جلوگیری کنید و همچنین می‌توانید به هنگام بازگشت بهترین و کوتاه‌ترین مسیر را انتخاب نمائید.